# Nasif Estéfano
Nasif Moisés Estéfano, argentinski dirkač Formule 1, * 18. november 1932, Concépcion, Tucumán, Argentina, † 21. oktober 1973, Aimogasta, La Rioja, Argentina.

## Življenjepis
V svoji karieri je nastopil le na domači in prvi dirki sezone 1960 za Veliko nagrado Argentine, kjer je zasedel štirinajsto mesto, in dirki za Veliko nagrado Italije v sezoni 1962, kjer se mu ni uspelo kvalificirati na dirko. Umrl je leta 1973.

## Popolni rezultati Formule 1
(legenda) (odebeljene dirke pomenijo najboljši štartni položaj, poševne pa najhitrejši krog, †-uvrščen kljub odstopu)
| Leto | Moštvo              | Šasija        | Motor     | 1      | 2   | 3   | 4   | 5   | 6   | 7       | 8   | 9   | 10  | Prv | Toč |
| ---- | ------------------- | ------------- | --------- | ------ | --- | --- | --- | --- | --- | ------- | --- | --- | --- | --- | --- |
| 1960 | Scuderia Centro Sud | Maserati 250F | Maserati  | ARG 14 | MON | 500 | NIZ | BEL | FRA | VB      | POR | ITA | ZDA | -   | 0   |
| 1962 | Scuderia de Tomaso  | De Tomaso 801 | De Tomaso | NIZ    | MON | BEL | FRA | VB  | NEM | ITA DNQ | ZDA | JAR |     | -   | 0   |